# Ratolí mediterrani
El ratolí mediterrani o ratolí de camp (Mus spretus) és un petit mamífer de l'ordre dels rosegadors. Viu a la conca mediterrània occidental (Itàlia, sud de França, península Ibèrica, Balears i nord d'Àfrica). És una espècie propera al ratolí comú.

## Descripció
És un múrid de mida petita, amb el dors gris bru, amb una línia més fosca al mig de l'esquena, i la panxa de color gris blanquinós, amb una separació clara entre la coloració del pelatge dorsal i ventral. La seva llargada varia de 7,9 a 9,3 cm amb una cua de 5,9 a 7,3 cm. El seu pes es troba entre els 15 i els 19 g.
Es tracta d'una espècie de micromamífer que s'assembla al ratolí comú en aparença però es diferencia per la mida de la cua, sent més petita en ell que en el ratolí comú. També pels seus costums, ja que gairebé mai viu en habitacles humans.
De vegades pot compartir els espais on viu amb el ratolí de bosc del que se'l diferencia per ser una mica més petit, l'aspecte general del cos i la coloració, i per la longitud de la cua (clarament més curta que el cos) i del peu (inferior a 2 cm).

## Distribució i hàbitat
El ratolí mediterrani és una espècie que habita el sud-est d'Europa i la costa septentrional d'Àfrica. Viu a bona part de la península Ibèrica, defugint però les parts més humides i fredes del nord i els Pirineus, on hi ha altres espècies de ratolins. És present a Mallorca, Menorca i Eivissa. És una espècie que evita boscos frondosos i prefereix terrenys oberts amb abundància d'espècies herbàcies: Habita els conreus de secà, els prats i les brolles mediterrànies i també les pinedes esclarissades de pi blanc i pinyoner. A diferència del ratolí domèstic, no és comensal de l'espècie humana. Es pot trobar ocasionalment en edificis abandonats.

## Comportament i història natural
És un animal majoritàriament nocturn. És omnívor, amb una alimentació formada majoritàriament per llavors, fruita i insectes. S'ha vist que només necessita dos terços de l'aigua que beu el ratolí comú per sobreviure. Els seus depredadors principals són els mussols, els mamífers carnívors i les serps.
Els mascles adults viuen en territoris de 340 m² que de vegades s'encavalquen amb territoris de femelles però no d'altres mascles. Tot i que defensen la part principal de l'àrea on viuen, són menys agressius que l'espècie Mus musculus.
Presenten un patró de comportament higiènic que el diferencia notablement del ratolí comú. S'ha vist que recullen i amaguen la seva matèria fecal recollint-la amb l'ajuda de la seva boca o arrossegant-la amb el musell fins a zones més apartades.

## Reproducció
És una espècie que es reprodueix durant nou mesos de l'any, però és sexualment inactiva de novembre a gener. Tot i això, tenen dues èpoques de cria principals entre l'abril i el maig i una altra entre l'agost i el setembre. Poden viure fins a 15 mesos.
La gestació té una durada de 19 a 20 dies i com a resultat, neixen de dues a deu cries cegues i sense pél. Al cap de dos, quatre dies es comença a desenvolupar el pél i els seus ulls s'obriran entre 12 i 14 dies després.
Les cries comencen a alimentar-se d'aliments sòlids quan comencen a veure, tot i això, se seguiran alletant fins a tres i quatre setmanes després del naixement. Assoleixen la mida adulta a les nou setmanes, en aquell moment ja seran sexualment madurs.